# Geologia Lunii

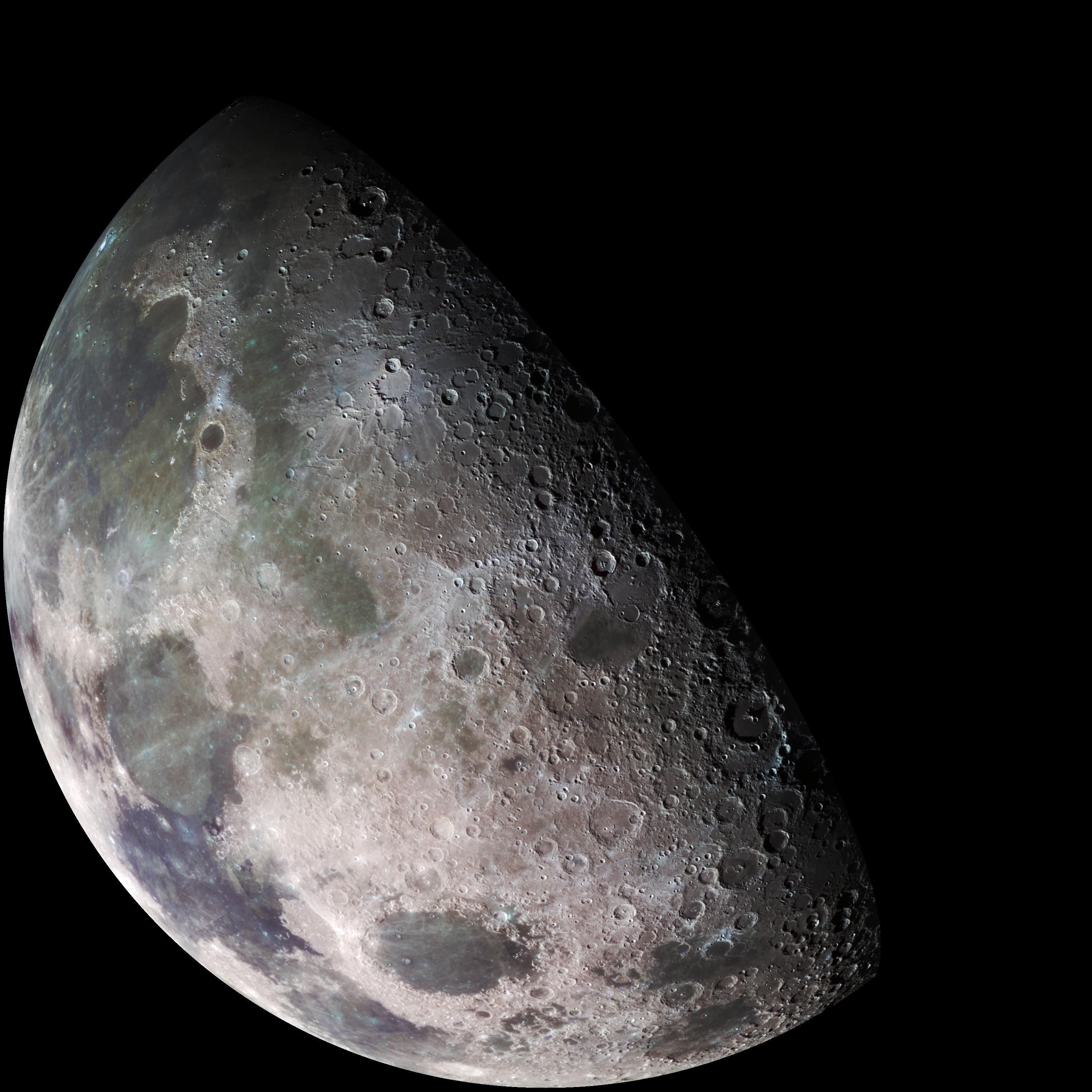
Aceeași imagine folosind filtre de culori diferite.

Geologia Lunii (numită uneori selenologie, deși acest de-al doilea termen se poate referi mai general la „știința lunară”) este destul de diferită de cea a Pământului: Luna nu are o atmosferă semnificativă, ceea ce minimizează consecințele eroziunii ca efect al vremii; nu are nicio formă anume a plăcilor tectonice, prezintă o gravitație mai mică și se răcește mai repede.  Geomorfologia complexă a suprafeței lunare este rezultatul unei combinații de procese, în special craterele de impact și vulcanismul. Luna este un corp diferențiat, prezentând scoarță, manta și miez. 

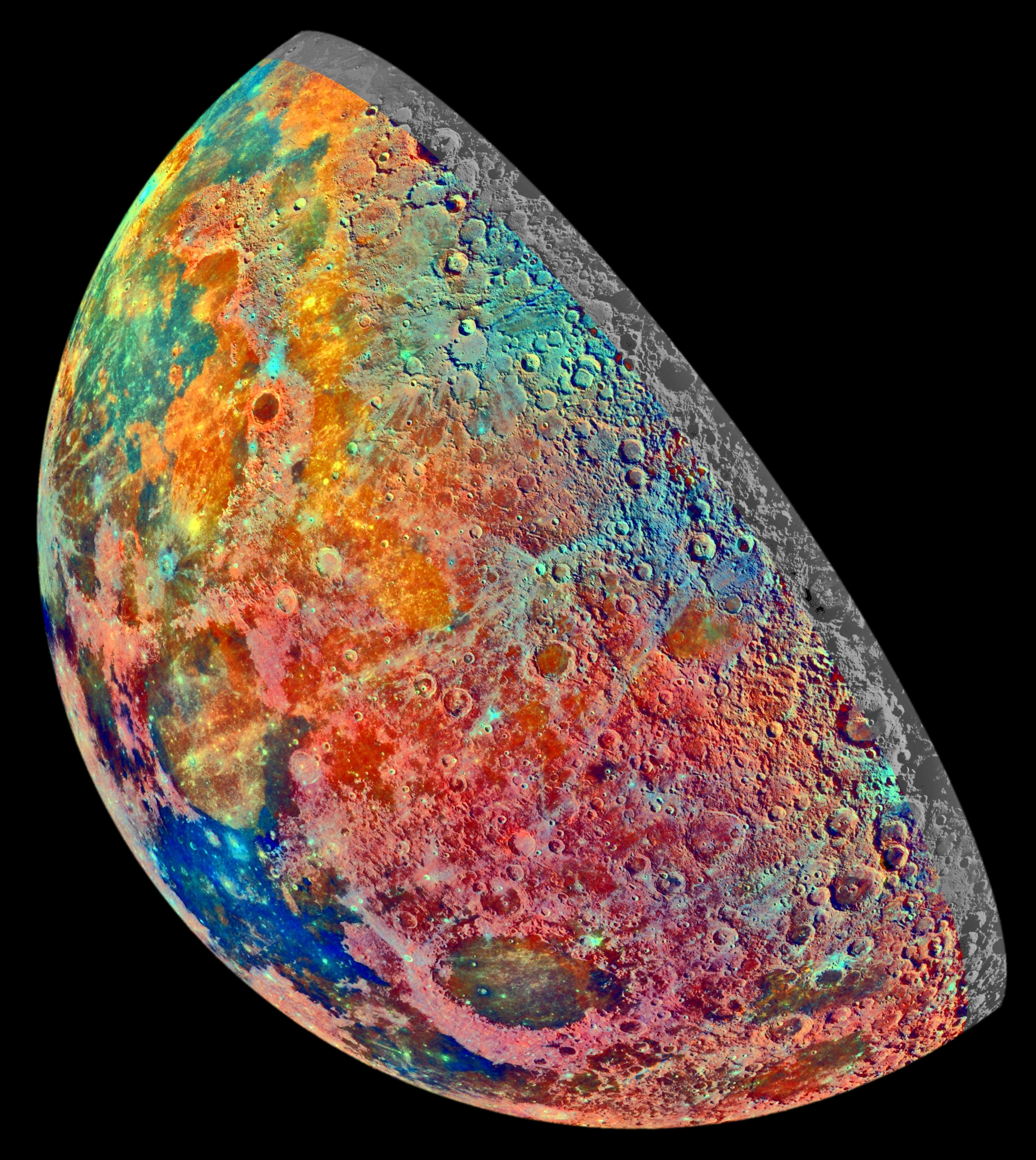
Imaginea colorată de pe orbita Lunii transmisă de Galileo, în care pot fi observate caracteristicile sale geologice (fotografie NASA).

Studiile geologice asupra Lunii se bazează pe o combinație de observații ale telescoapelor aflate pe Pământ, măsurători ale nave spațiale orbitale, analiză a probelor lunare și a datelor geofizice. Diverse eșantioane (totalizând 380,96 kg de roci și sol selenar) au fost colectate în mod direct în timpul aselenizărilor asociate programelor Apollo (din 1969 până în 1972). De asemenea, trei nave spațiale robotice sovietice au colectat și adus pe Pământ alte 326 g de astfel de materiale (din 1970 până în 1976).  Luna este singurul corp extraterestru pentru care există mostre cu un context geologic cunoscut. Câțiva meteoriți lunari au fost identificați pe Pământ, deși craterele sursă de pe Lună nu sunt cunoscute. O parte substanțială a suprafeței lunare nu a fost încă explorată și o serie de întrebări asupra geologiei Lunii așteaptă încă răspuns.

## Compoziție elementară
Elementele cunoscute a fi prezente pe suprafața Lunii includ, printre altele, oxigen (O), siliciu (Si), fier (Fe), magneziu (Mg), calciu (Ca), aluminiu (Al), mangan (Mn) și titan (Ti). Printre cele mai abundente sunt oxigenul, fierul și siliciul. Conținutul de oxigen este estimat la 45% (în procente masice).  Carbonul (C) și azotul (N) par a fi prezente numai în urme, ca urmare a depunerilor aduse de vântul solar.  
| Compus             | Formulă | Compoziție  | Compoziție         |
| Compus             | Formulă | Mări lunare | Teritoriile înalte |
| ------------------ | ------- | ----------- | ------------------ |
| silice             | SiO2    | 45,4%       | 45,5%              |
| alumină            | Al2O3   | 14,9%       | 24,0%              |
| var nestins        | CaO     | 11,8%       | 15,9%              |
| oxidul de fier(II) | FeO     | 14,1%       | 5,9%               |
| oxid de magneziu   | MgO     | 9,2%        | 7,5%               |
| dioxid de titan    | TiO2    | 3,9%        | 0,6%               |
| oxid de sodiu      | Na2O    | 0,6%        | 0,6%               |
|                    |         | 99,9%       | 100,0%             |

## Formare

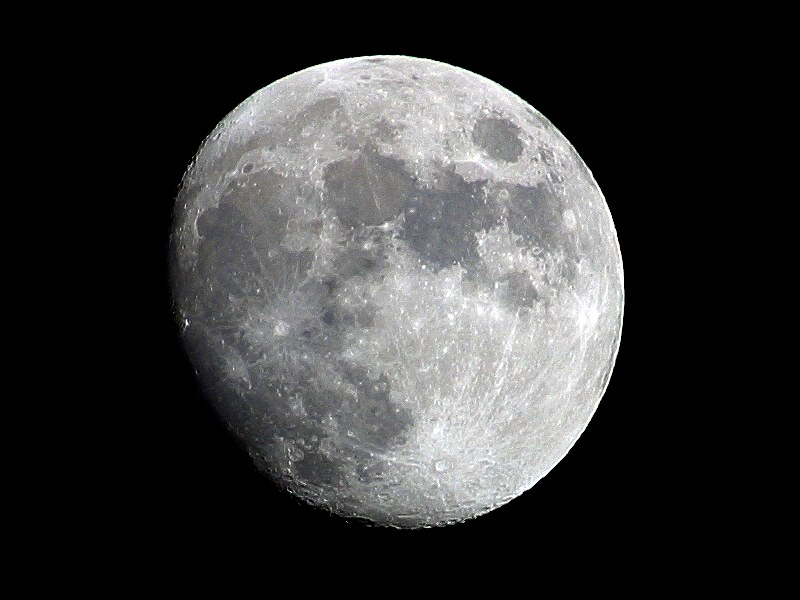
Fața vizibilă a Lunii.

Pentru o lungă perioadă de timp, întrebarea fundamentală cu privire la istoria Lunii s-a referit la originea acesteia.  Primele ipoteze au inclus fisiunea acesteia din masa Pământului, capturarea și co-acumularea. Astăzi, ipoteza impactului gigantic este teoria acceptată pe scară largă de către comunitatea științifică.

## Istoria geologică
Istoria geologică a Lunii a fost definită în șase epoci majore, denumite calendarul geologic lunar.  Acum aproximativ 4,5 miliarde de ani,  nou–fomata Lună se afla în stare topită și orbita mult mai aproape de Pământ, fiind supusă forței mareice.  Aceste forțe mareice au deformat corpul topit într-un elipsoid, cu axa majoră orientată către Pământ. 
Primul eveniment important în evoluția geologică a Lunii a fost cristalizarea oceanului magmatic, prezent aproape global. Nu se știe cu certitudine care a fost adâncimea sa, dar mai multe studii imndică o adâncime de aproximativ 500 km sau mai mult. Primele minerale care s-au format în timpul acestui proces sunt silicatul de fier și magneziu, respectiv olivina și piroxenul. Întrucât densitatea acestor minerale era superioară celei a materialului topit înconjurător, acestea s-au scufundat în masa lichidă. Atunci când cristalizarea a devenit aproximativ 75% completă, feldspatul anorthositic plagioclaz a început să cristalizeze; fiind mai puțin dens, acesta plutea, formând o crustă anorthositică de aproximativ 50 km grosime. Majoritatea oceanului magmatic a cristalizat rapid (în decurs de aproximativ 100 de milioane de ani sau mai puțin), deși rămășițele magmatice bogate în potasiu (K) pământuri rare (REE),  și fosfor (P) (pe scurt, KREEP) ar fi rămas parțial topite pentru câteva alte sute de milioane (dacă nu chiar un miliard) de ani. Se pare că magmele bogate în aceste elemente refractare ale oceanului magmatic s-au concentrat în cele din urmă în regiunea Oceanus Procellarum și bazinul Imbrium – o provincie geologică unică, cunoscută în prezent sub denumirea de Procellarum KREEP Terrane. 

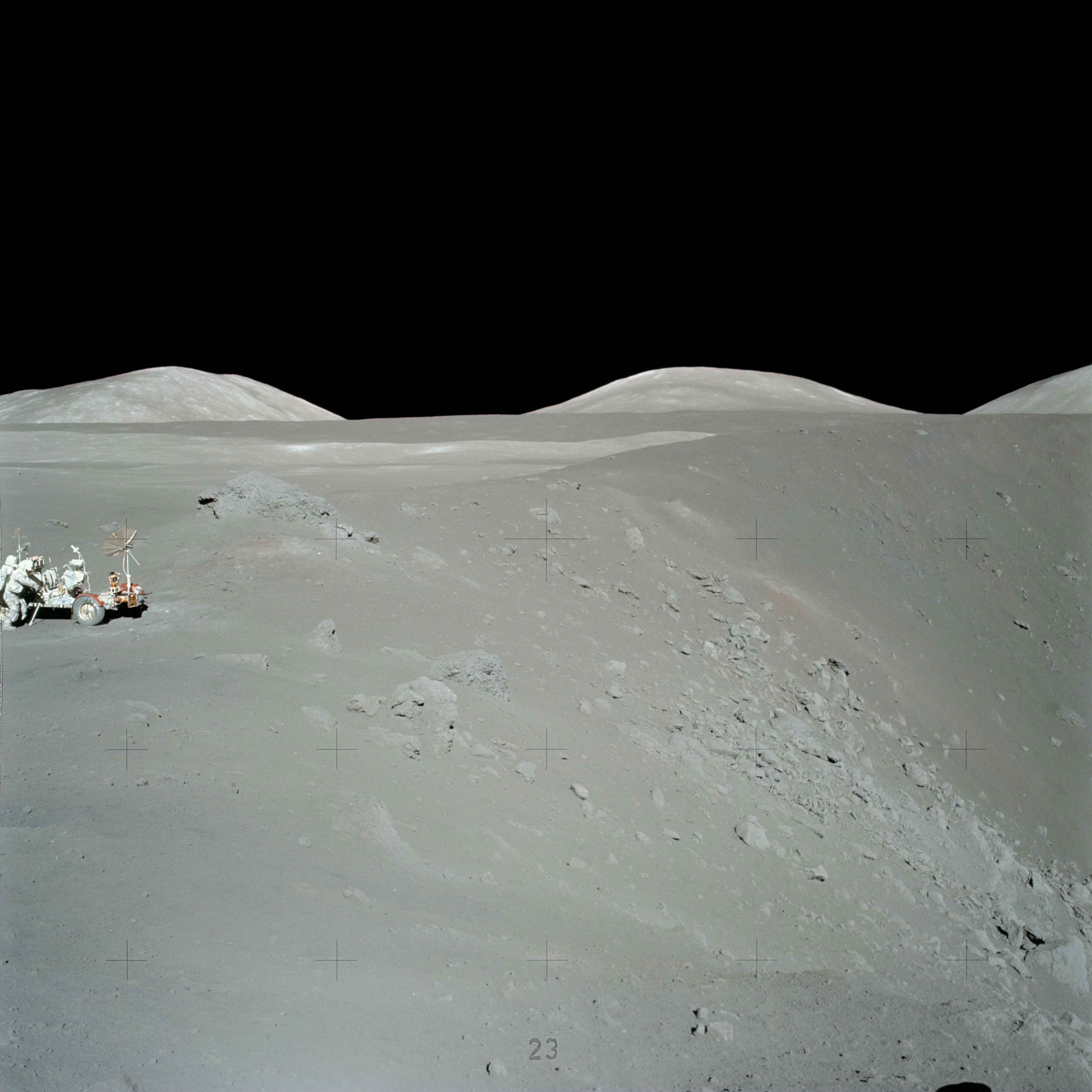
Explorarea Craterului Shorty în timpul misiunii Apollo 17 pe Lună (fotografie NASA). Aceasta a fost singura misiune Apollo care a inclus un geolog (Harrison Schmitt).

Rapid după format crustei lunare (sau chiar în timpul formării sale), diferite tipuri de magme cu conținut ridicat de magneziu au dat naștere la norite și troctolite, deși adâncimea exactă la care acest proces a avut loc nu sunt cunoscute cu exactitate. Teorii recente sugerează că plutonismul rocilor de magneziu a fost în mare măsură limitat la regiunea Procellarum KREEP Terrane și că aceste magme sunt legate genetic de KREEP într-o manieră dată, deși originea lor este încă dezbătută în comunitatea științifică. Cea mai veche rocă din stratul de magneziu are vârsta de cristalizare de aproximativ 3,85 Ga. Cu toate acestea, ultimul impact major care ar fi putut excava adânc în crustă lunară (bazinul Imbrium) a avut loc acum circa 3,85 Ga. Astfel, pare probabil că activitatea plutonică a magneziului a continuat pentru un timp mult mai îndelungat și că rocile plutonice mai tinere pot exista la adâncime. 
Analiza probelor lunare indică faptul că un procent semnificativ din bazinele de impact lunar s-au format într-o perioadă foarte scurtă de timp (circa 4–3,85 Ga în urmă), în timpul marelui bombardament târziu. Cu toate acestea, este acceptat faptul că materia ejectată din bazinul de impact Imbrium (unul dintre cele mai tinere bazine mari de impact de pe Lună) trebuie identificată pentru toate punctele de aterizare ale misiunii Apollo. Prin urmare, este posibil ca vârstele anumitor anumite bazine de impact (în special Marea Nectaris) să fi fost greșit atribuite ca fiind aceeași ca a lui Imbrium. 
Mările lunare reprezintă scurgeri bazaltice a unor vechi erupții. În comparație cu lava terestră, acestea conțin mai mult fier, au vâscozități scăzute, iar unele conțin cantități importante de minerale bogate în titan precum ilmenit.  Majoritatea erupțiilor bazaltice au avut loc acum 3,5–3 Ga, deși unele probe au vârste de până la 4,2 Ga, iar cea mai recentă erupție este estimată a fi avut loc acum numai 1 miliard de ani.  Împreună cu mare vulcanism au apărut erupții piroclastice, care au împrăștiat materiale bazaltice topite la sute de kilometri distanță de vulcan. O mare parte din mare a format înălțimile reduse asociate cu bazinele de impact din apropiere. Cu toate acestea, Oceanus Procellarum nu corespunde niciunei structuri de impact cunoscute, iar cele mai joase cote ale feței îndepărtate ale Lunii (South Pole-Aitken basin) sunt acoperite doar parțial de mare.  
Impacturile meteoritilor și cometelor sunt singurele forțe geologice care acționează brusc asupra Lunii în prezent, deși mareele Oceanului planetar al Pământului provoacă – la scara lunii lunare – mici variații de stres. Câteva dintre cele mai importante cratere utilizate în stratigrafia lunară s-au format în această epocă recentă. De exemplu, craterul Copernic (cu o adâncime de 3,76 km și o rază de 93 km), se estimează că s-a format acum circa 900 de milioane de ani (fapt încă supus controverselor). Misiunea Apollo 17 a aterizat într-o zonă în care materialul provenit de la craterul Tycho a fi putut fi eșantionat. Studiul acestor roci pare să indice faptul că acest crater s-ar fi format acum 100 de milioane de ani, deși acest fapt este – la rândul său – discutabil. Suprafața analizată a suferit, de asemenea, intemperii spațiale cauzate de bombardamentul cu particule de energie ridicată, acțiunea vântului solar și impactul cu micrometoriți. Acest proces face ca sistemele radiale asociate cu craterele tinere să se întunece până când se potrivește cu albedo-ul suprafeței înconjurătoare. Cu toate acestea, atunci când compoziția radială este diferită de materialele crustale care stau la baza acesteia, radiația ar putea fi vizibilă mult mai mult timp. 
După reluarea explorării lunare în anii 1990, a fost descoperit că există fragmente care sunt rezultatul contracției prin răcire a Lunii.

### Stratigrafie
În partea superioară a secvenței stratigrafice lunare pot fi găsite cratere de impact radiale. Cele mai tinere cratere aparțin unității coperniciene. Dedesuptul acestora se pot găsi cratere fără sistem radial (unitatea eratosteniană), dar cu o morfologie de crater de impact destul de evidentă. Cele două unități stratigrafice mai tinere pot fi observate în petele de pe Lună, având dimensiunea craterelor. Sub acestea se găsesc alte două straturi extinse: unitățile marine (definite anterior ca unități procellariene) și bazinul Imbrium (unități imbriene), format din unități tectonice. O altă unitate a bazinului de impact este unitatea nectariană, localizată în jurul bazinului Nectarian. În partea inferioară a secvenței stratigrafice lunare se află unitatea prenectariană. Stratigrafia planetei Mercur este foarte asemănătoare cu cea a Lunii. 

## Peisajul lunar
Peisajul lunar este caracterizat prin craterele de impact, materia ejectată în urma impacturilor, câțiva vulcani, dealuri, curgeri de lavă și depresiuni umplute cu magmă. 

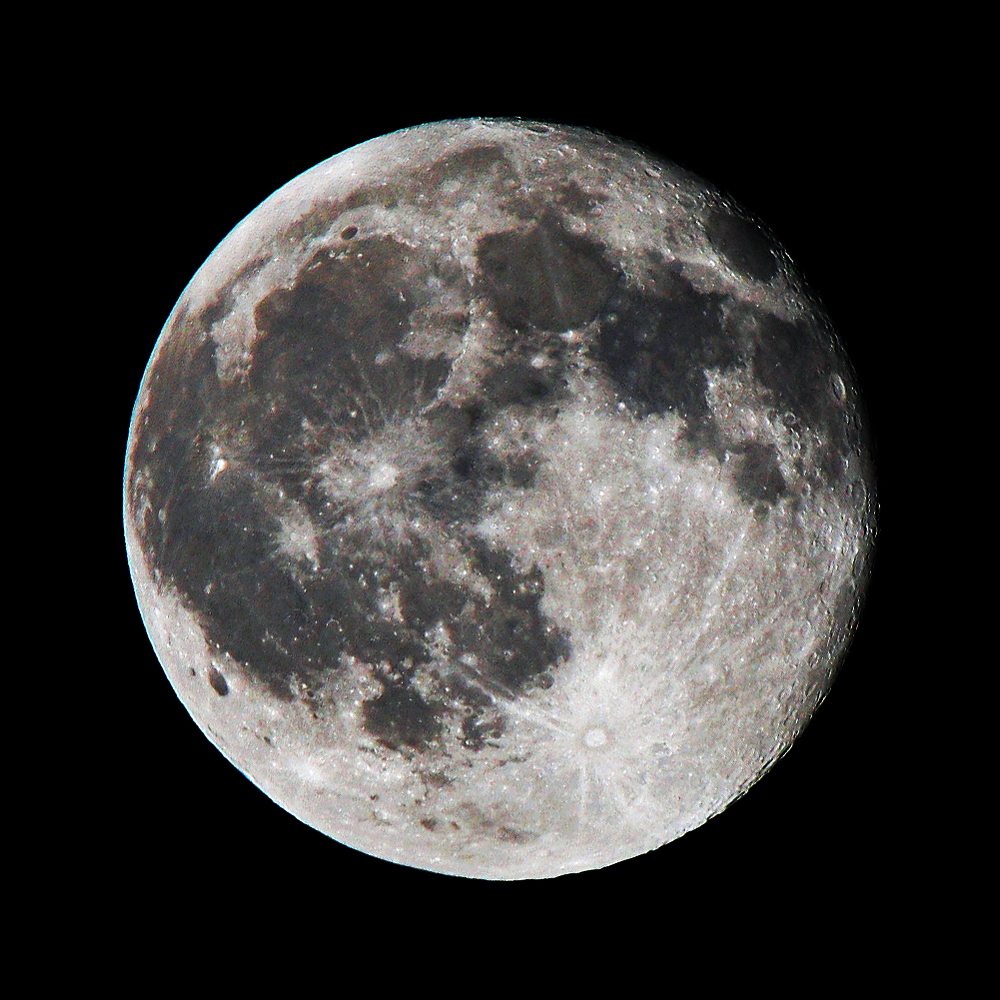
O fotografie a lunii pline luată de pe Pământ

### Teritoriile înalte
Caracteristica cea mai pronunțată a Lunii este contrastul dintre zonele sale luminoase și cele întunecate. Suprafețele mai deschise sunt zonele lunare înalte, denumite Terrae (terra singular, din latinescul „pământ”), iar câmpiile întunecate se numesc Maria (mare singular, în latină „mare”). Denumirile au fost introduse în secolul al XVII-lea de către Johannes Kepler. Teritoriile înalte sunt formațiuni anorthositice, în timp ce mările sunt bazaltice. Mările lunare coincid adesea cu „zonele joase”, dar este important de reținut faptul că zonele joase (precum bazinul Aitken de la polul sud) nu sunt întotdeauna acoperite de mare. Terenurile înalte sunt mai vechi decât marea vizibilă și – prin urmare – prezintă mai mult craterate. 

### Marea lunară
Produsele majore ale proceselor vulcanice care au avut loc pe Lună sunt evidente observatorilor de pe Pământ sub formă mării lunare.  Acestea sunt fluxuri de lavă bazaltică care corespund suprafețelor cu albedo scăzut, care acoperă aproape o treime din fața lunară îndereptată către Pământ. Doar câteva procente din fața îndepărtată au fost afectate de vulcanism. Chiar înainte de confirmarea adusă de către misiunille Apollo, majoritatea oamenilor de știință au presupus deja că mările sunt câmpii acoperite de lavă, deoarece prezintă modelul fluxului de lavă și prăbușirilor asociate tunelurilor de lavă.   
Vârsta rocilor bazaltice din marea lunară au fost determinate atât prin datarea radiometrică directă, cât și prin tehnica de numărare a craterelor. Cele mai vechi roci (determinate radiometric) au o vâstă de aproximativ 4,2 Ga, în timp ce cele mai tinere (determinate prin ehnica de numărare a craterelor) sunt de aproximativ 1 Ga (1 Ga = 1 miliard de ani).  Volumetric, cea mai mare parte a mrăii a format acum aproximativ 3 și 3,5 Ga. Cea mai recentă lavă a erupt în Oceanul Procellarum, în timp ce unele dintre cele mai vechi par să se afle pe fața îndepărtată. Mările sunt în mod clar mai tinere decât zonele înalte înconjurătoare, dată fiind densitatea mai mică a craterelor de impact.         

O mare parte a mării a erupt spre interior sau s-a scurs în craterele de impact joase. Cu toate acestea, este puțin probabil să existe o relație de cauzalitate între evenimentul de impact și vulcanismul mareic, deoarece bazinele de impact sunt mult mai în vârstă (cu aproximativ 500 de milioane de ani) decât materialul mareic de umplutură.  În plus, Oceanus Procellarum – care este cea mai mare întindere mareică vulcanică de pe Lună – nu corespunde niciunui bazin de impact cunoscut. Se sugerează adesea că motivul pentru care marea a erupt doar pe fața Lunii orientată către Pământ este acela este acela că pe acestă parte crusta este mai subțire decât pe fața îndepărtată a Lunii. Deși variațiile în grosimea crustei ar putea acționa pentru a modula cantitatea de magmă care ajunge în final la suprafață, această ipoteză nu explică de ce bazinul South Pole-Aitken (de pe partea îndepărtată) – a cărui crustă este mai subțire decât Oceanus Procellarum – a fost umplută doar parțial cu materie vulcanică.    

## Galerie

Moon photos
Lunar lângă latura
Lunar departe partea
Polul nord lunar
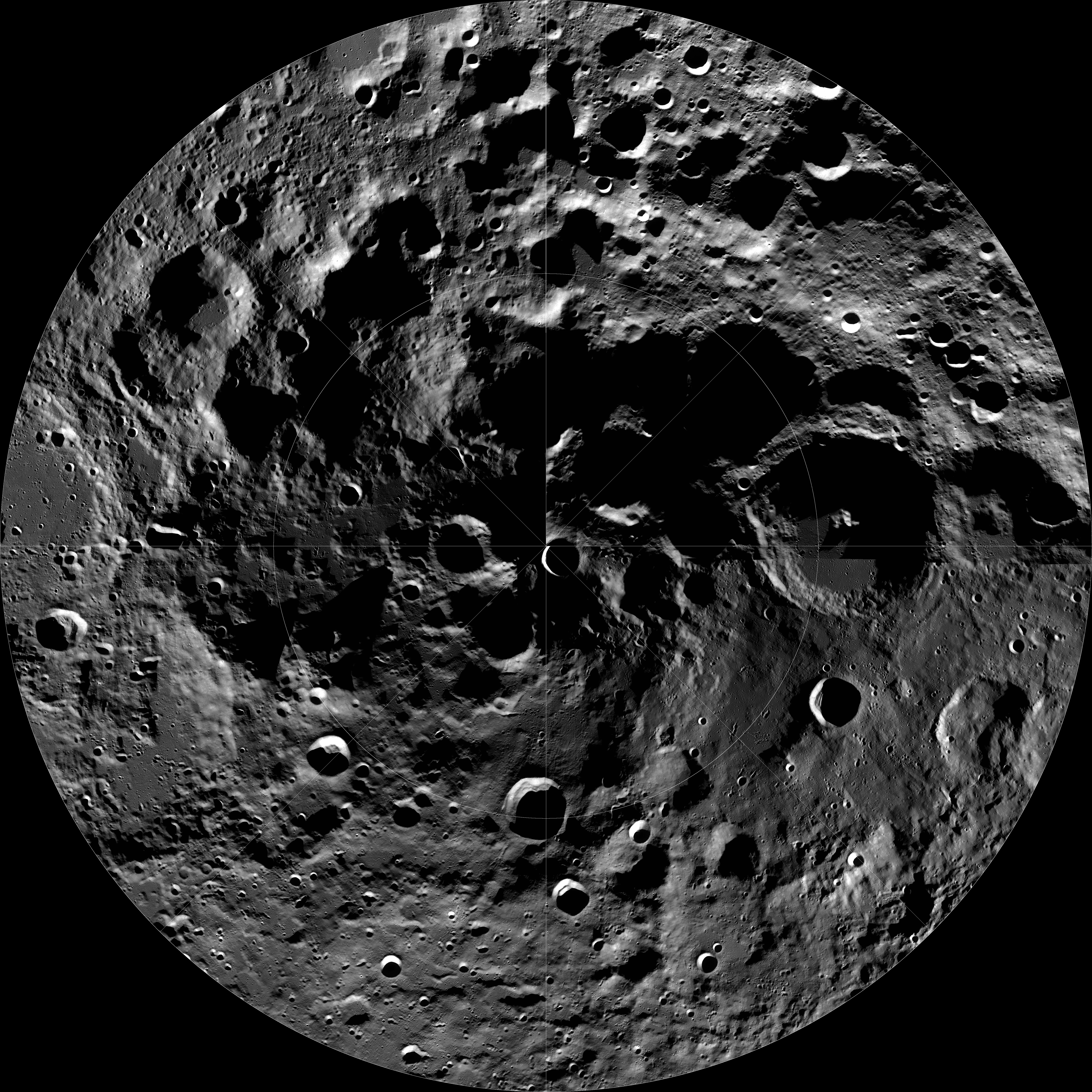
Polul sudic lunar